# Psamófila

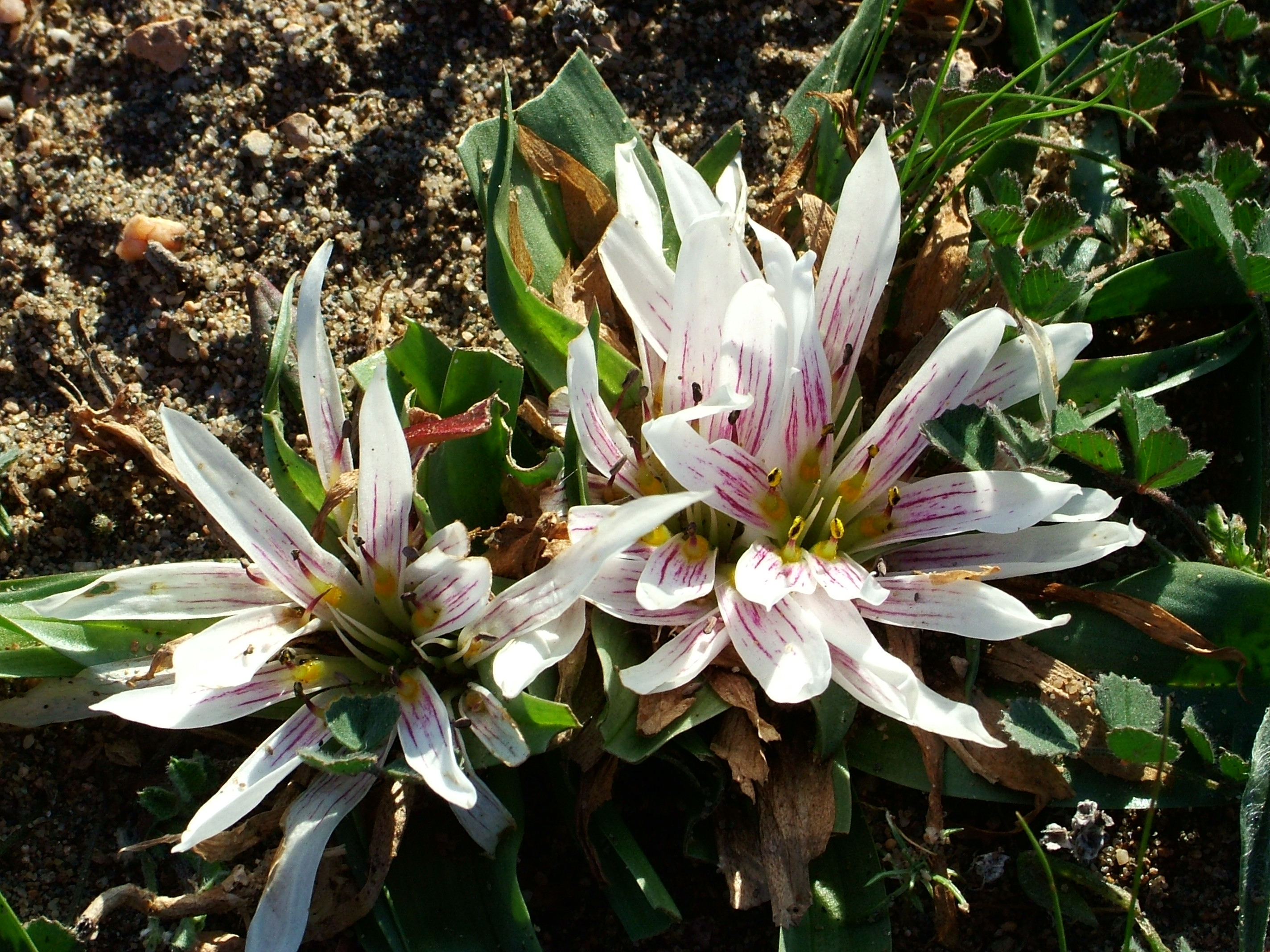
Androcymbium europaeum.

En Botánica se denominan psamófila (de los términos griegos psammos, arena, y filos, amigo), a una planta adaptada a los sustratos o biotopos arenosos, los cuales suelen presentar movilidad (dunas, arenales), y también salinidad cuando están originados por influencia del mar. Suelen encontrarse plantas psamófilas entre las Familias Asteraceae', Cruciferae, Chenopodiaceae o Gramineae. 

## Flora y vegetación
Ejemplos de plantas y de comunidades de carácter psamófilo:

### Flora
- Androcymbium europaeum
- Cakile maritima
- Juniperus phoenicea
- Lotus creticus
- Ononis variegata
- Pancratium maritimum
- Pistacia lentiscus
- Salsola kali
- Silene littorea
- Ziziphus lotus

### Comunidades
- Ammophiletea. Br.-Bl. y R. Tx. 1943
  - Agropyretum mediterraneum (Kühnh.), 1933
  - Medicago (marinae) Ammophiletum arundinaceae, 1931
  - Otantho-Ammophiletum arundinaceae, 1975
- Cakiletea Maritimae R. Tx. y Preising in R. Tx. 1950
  - Sporobolo-Centarureetum seridis, 1958
- Helichryso-Crucianelletea Maritimae, 1975
  - Crucianelletum maritimae, 1931
- Tuberarietea Guttatae, 1952, 1978
  - Ononidi variegatae-Linarietum pedunculatae, 1977
- Quercetea Ilicis, 1947
  - Rhamno-Juniperetum lycyae, 1975
- Ziziphetum loti, 1944